# Одесса (бригада)
Отдельная бригада особого назначения (ОБрОН) «Одесса» — вооружённое формирование самопровозглашённой Луганской Народной Республики, сформированное в основном из участников одесского Антимайдана, большинство из которых пережило пожар в Одесском доме профсоюзов 2 мая 2014 года и после этих событий отправилось воевать на стороне ЛНР против украинских властей. Также бригада принимала в свои ряды добровольцев из России и других стран. На Украине формирование признано террористическим. Командир формирования — Алексей «Фома» Фоминов. В 2015 году бригада была расформированам.

## Создание
Командир группировки Алексей Фоминов принимал участие в беспорядках в Одессе 2 мая 2014 года, выполняя функции коменданта палаточного лагеря на Куликовом Поле.
Личный состав формирования набирался с 18 июня по 12 июля 2014 года в Ростовской области РФ — были отобраны 124 человека из 700 претендентов, остальные были переданы в ряды донских казаков. Тогда же формирование получило от Российской Федерации вооружение.

## Боевой путь
В августе — сентябре 2014 года бригада воевала с батальоном «Айдар» и спецназом ВСУ в районе Новосветловки и Луганского аэропорта. Также принимала участие в боях за Изварино, Лутугино, Должанское, Лисичанск, Георгиевку, Переможное, Первозвановку, Дебальцево.
В процессе перевода Армии Юго-Востока в Народную милицию ЛНР в январе 2015 бригада была «окружена и разоружена», а затем переведена в подчинение Минобороны ЛНР.
В апреле 2015 г. стало известно, что командир формирования Фоминов задержан и находился «на подвале», на странице формирования в социальных сетях были обнародованы документы, свидетельствующие о краже гуманитарных грузов «руководством» ЛНР и спецслужбами РФ на Донбассе.

## Обвинение в военных преступлениях
Бойцам формирования приписывают убийство в селе Переможное 22 августа 2014 четырех членов семьи Бочневичей — Сергея, Викторию, Екатерину и Григория, которые помогали украинской армии в Луганском аэропорту.
Украинские СМИ в феврале 2017 года опубликовали данные разведки ОБрОН «Одесса» о мародёрстве в бригаде: в июле 2015, Луганске, при попытке «Якута», бойца батальона, ограбить частного предпринимателя, тот открыл ответный огонь, которым убил одного бойца бригады и тяжело ранил «Якута», после чего тот с инвалидностью выехал в Ростовскую область РФ.

## Вооружение
- танк Т-72Б обр. 1989
- ПТРК «Фагот»
- противотанковые ракеты 9М111-2
- ПЗРК «Игла»
- зенитная установка ЗУ-23-2
- снайперские винтовки СВДМ (модернизированные российские модели с ночным прицелом)
- станковые гранатометы СПГ-9
- станковые гранатометы АГС-17
- крупнокалиберный пулемет НСО «Утёс»[9].